# Kawasaki Ki-32
Le Kawasaki Ki-32 Mary bombardier léger fit partie des avions qui permirent à l'aviation japonaise de se hisser au même niveau que les principales nations occidentales dans l'immédiat avant guerre.

## Conception
L'origine du projet Ki-32 remonte à mai 1936 lorsque l'armée de terre japonaise souhaita la mise au point d'un bombardier monoplan monomoteur capable de transporter au moins 300 kg de bombes.
Le premier prototype monoplan à ailes moyennes, tout en métal pourvu d'un train fixe et d'une soute à bombe à l'intérieur du fuselage vola en mars 1937. Le Ki-32 était très semblable à part son train fixe à son contemporain britannique Fairey Battle et se révéla supérieur en particulier au niveau de la vitesse.
Il était motorisé par un moteur V12 au lieu du traditionnel moteur en étoile, mais sa mise au point difficile entraîna du retard ce qui profita à son concurrent à moteur en étoile, le Mitsubishi Ki-30 considéré comme plus fiable. Malgré tout, il fut mis en production fin 1938 à cause de la guerre imminente, 854 Ki-32 furent produits, le dernier en mai 1940.

## Engagements
Le Ki-32 commença à être utilisé lors du second conflit sino-japonais et resta en première ligne jusqu'au début de 1942, il fut ensuite relégué a l'instruction.